# Escudo de Fiyi
El escudo de armas de Fiyi le fue concedido mediante una Patente de Cartas Reales el 4 de julio de 1908 y confirmado el 30 de septiembre de 1970. Fue parte de la enseña colonial y también forma parte de la bandera actual de Fiyi.
Los elementos que aparecen en el escudo son:
- Un campo de plata cuarteado por una cruz de gules con sus brazos iguales, que es la cruz de San Jorge, con una franja también de gules situada en el jefe y cargada con un león pasante de oro, uno de los tres que figuran en el escudo de Inglaterra y que sostiene, en este escudo, un fruto de cacao.
- La cruz de San Jorge sobre paño blanco que se han adoptado en el escudo de Fiyi, compone la bandera de Inglaterra.
- En el primer cuartel del escudo, tres cañas de azúcar; en el segundo, un cocotero con sus colores naturales; en el tercero, una paloma con una rama de olivo que es el símbolo de la paz y, en el cuarto, un racimo de bananas.
- Sostienen el escudo (tenantes en terminología heráldica) dos guerreros fijianos vestidos con faldas de corteza de moras, uno de ellos portando una lanza y el otro una maza de piña.
- Timbra el escudo un burelete de plata y gules así como una canoa con mástil y vela.
- En la parte inferior del escudo de armas aparece representada una cinta con el lema nacional "Rerevaka na kalou ka doka na Tui" (Teme a Dios y honra al Rey).

## Historia
El Reino de Fiyi se convirtió en una colonia de la corona del Imperio británico el 10 de octubre de 1874. Unos 34 años después, a las islas se les permitió su propio escudo de armas a través de una orden real emitida el 4 de julio de 1908. Aunque su diseño  "pretendía ser británico", las armas incorporaron símbolos de Fiyi, que finalmente se usaron en la bandera del territorio. Cuando se le concedió la independencia el 10 de octubre de 1970, Fiyi decidió retener su escudo de armas de la época colonial. Esto fue en parte debido a sus vínculos con Seru Epenisa Cakobau, el primero y el último rey de Fiyi (Fiyiano Tui Viti) quien cedió el control del país a Gran Bretaña. Sin embargo, el escudo de armas que aparece en la bandera fue modificado, lo que implicó la eliminación de la cresta, soportes, y lema, dejando así solo el escudo intacto. Esto se hizo para agrandar el escudo y hacerlo más prominente. Esto ha dado lugar a llamadas de varios jefes de Fiyi para la restauración del pleno, escudo de armas oficial de la bandera nacional.

## Diseño

### Simbolismo
Los colores y objetos en el escudo de armas tienen significados culturales, políticos y regionales. La cruz de San Jorge —que divide el escudo trimestralmente— y el león dorado en la cima representan el Reino Unido, la antigua potencia colonial que gobernó Fiyi. El árbol de cacao sostenido en la pata de león, junto con la caña de azúcar, palma de cocotero y plátanos que ocupan tres de los cuatro cuadrantes, representan los recursos naturales del país, ya que estos son cultivos agrícolas clave en Fiyi. El cuadrante inferior izquierdo contiene una paloma que simboliza la paz - esto fue utilizado en la bandera del país durante el reinado del rey Cakobau, cuyo gobierno fue el último antes del comienzo de la Regla Británica.
La cresta en la parte superior representa una takia—una canoa tradicional fiyiana—mientras que los soportes que agarran el escudo en ambos lados son guerreros fiyianos. De acuerdo con la leyenda, son gemelos; el hermano mayor está agarrando una lanza, mientras que el más joven tiene una clava de totokia. En la parte inferior aparece el lema del país: Rerevaka na kalou ka doka na Tui (en español:Teme a Dios y honra al Rey).

Escudo de Fiji sin soportes (Usado en la Bandera)

## Evolución histórica del escudo

Escudo de armas del Reino Unido de Fiyi (1871-1874)
Insignia de Fiyi (1875-1883)